# Calocerambyx hauseri
Calocerambyx hauseri is een keversoort uit de familie boktorren (Cerambycidae). De wetenschappelijke naam van de soort is voor het eerst geldig gepubliceerd in 1905 door Karl Maria Heller. De soort werd aangetroffen in de toenmalige Duitse kolonie Keizer Wilhelmsland, een deel van Nieuw-Guinea. Heller beschreef ook het nieuwe geslacht Calocerambyx waarvan C. Hauseri de typesoort is. De soortnaam is een eerbetoon aan Gustav Hauser, hoogleraar aan de universiteit van Erlangen.